# セーダニ
セーダニ(Sedani)は、パスタの一種である。マカロニよりわずかに大きく、同じように若干曲がっている。表面が滑らかなもの(lisce)と溝が付いたもの(rigati)がある。
もともとはゾウの牙を意味するzanne d'elefanteという名前であったが、象牙の取引が禁止された後にセロリを意味するsedanoに由来する名前に変わった。